# سیارک ۱۷۰۴۱
سیارک ۱۷۰۴۱ (به انگلیسی: 17041 Castagna، نامگذاری:1999FB30) هفده هزار و چهل و یکمین سیارک کشف شده‌است که در ۱۹ مارس ۱۹۹۹ کشف شد.
قدر مطلق سیارک برابر ۸.۵ است.